# ムース川

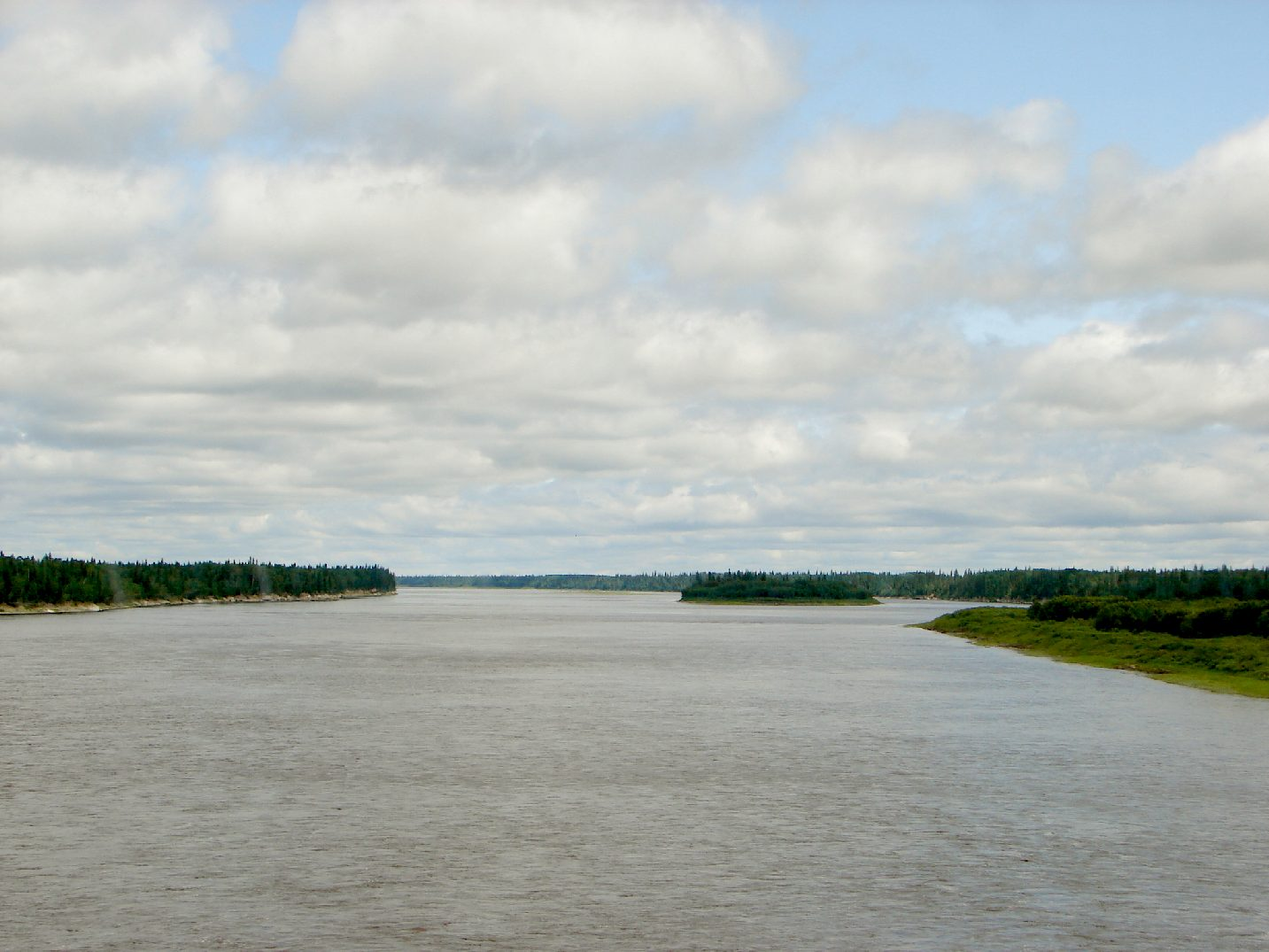
ムース川

ムース川 (ムースがわ、Moose River) は、カナダ・オンタリオ州北部を流れる川である。マタガミ川とミシナイビ川との合流地点からムース川となり、北東に流れてジェームズ湾へ注ぐ。長さ104km、流域面積108,500km2で、マタガミ川最上流部からの長さは547kmとなる。 
毛皮の交易が行われていた時代にはスペリオル湖からの水上交通路の一部を成していた。河口近くの島にあるムース・ファクトリーはハドソン湾会社の毛皮の交易地があった。そして、オンタリオ州最初のイギリス人の居住地でもある。川の北岸にあるムースニーはコクレーンを始点とするポーラー・ベア・エクスプレスの北の終着点である。
河口のムース川鳥類自然保護区（Moose River Bird Sanctuary）は1987年に国際的に重要なラムサール条約湿地帯に選定された。

## ムース川水系の川、湖
下流より記載　＊印は川の途中にある湖
- ノースフレンチ川
- Kwataboahegan 川
- アビティビ川
  - フレデリックハウス川
  - アビティビ湖（英語版）
- Cheepash 川
- マタガミ川（英語版）
- ミシナイビ川（英語版）
  - ピバビスカ川
    - ピバビスカ湖
      - バレンタイン川
        - ウォルバライン湖＊
        - ハンラン湖＊
        - フューシミ湖＊